# Gordana Kuić
Gordana Kuić (srbsky Гордана Куић; 29. srpna 1942, Bělehrad – 13. ledna 2023) byla srbská spisovatelka.

## Život a dílo
Gordana Kuić pochází z rodiny sefardských Židů, jejími rodiči byli Blanka Levi a Metodij Kuić. Na univerzitě v Bělehradě vystudovala anglický jazyk a literaturu. Její literární prvotinou byl román Miris kiše na Balkanu, vydaný roku 1986. Od roku 1986 uveřejnila sedm románů a dva svazky povídek.